# باول غريم
باول غريم (بالألمانية: Paul Grimm)‏ هو مؤرخ عصور ما قبل التاريخ ألماني، ولد في 18 أغسطس 1907 في تورجاو في ألمانيا، وتوفي في 19 نوفمبر 1993 في برلين في ألمانيا.